# Хамза Кашгарі
Хамзу Кашгарі (араб. حمزة كاشغري) — саудівський журналіст, поет, блогер з міста Джидда. 2012 року звинувачений в обра́зі Мухаммеда через три повідомлення у твітері. Намагався отримати політичний притулок у Новій Зеландії. Депортований з Малайзії, куди він змушений втекти, і до 2013 перебував під арештом.

## Життєпис
За інформацією Gulf News, Хамза Кашгарі народився в сім'ї туркестанців, уйгурів-вихідців із Кашгару. Хамзу Кашгарі працював оглядачем в Аравійському видавництві Daily Al-Bilad. 7 лютого 2012 року в Аль-Bilad заявили про те, що Кашгарі звільнено п'ять тижнів тому «через невідповідність його поглядів з газетою». Хамзу Кашгарі у своєму мікроблозі в твітері опублікував повідомлення, яке вважають образою на адресу пророка Мухаммеда. Це повідомлення зібрало понад 30 тис. коментарів, причому деякі з них містили погрози на адресу Кашгарі. Мусульманські священнослужителі засудили висловлювання блогера і назвали цей вчинок богохульством.

## Повідомлення в твітері
З нагоди мавліду 4 лютого 2012 року блогер тричі звернувся у своєму твітері до пророка Мухаммеда:
«На твій день народження, я тобі скажу, що завжди любив у тобі бунтівника, ти завжди був для мене джерелом натхнення, і мені не подобається ореол божественності навколо тебе. Я не хочу тобі кланятися».
«На твій день народження, я знайшов, як до тебе звернутися. Я скажу, що любов до тебе нерідко породжує ненависть до інших, і ще багато іншого мені не зрозуміло».
«На твій день народження, я не буду підкорятися тобі. Не буду цілувати твою руку. Я готовий потиснути її як рівному, і посміхнутися тобі, як ти посміхаєшся мені. Я буду говорити з тобою як друг, і не більше».
А за даними AFP, Кашгарі написав: «Є багато речей, які мені в тобі подобалися, є багато речей, які я ненавидів, і є багато в тобі, чого я не розумію. Я не буду тобі молитися». («I have loved things about you and I have hated things about you and there is a lot I don't understand about you. I will not pray for you»).
Після цього Кашгарі вибачився перед читачами за свої висловлювання і видалив скандальне повідомлення. Однак погрози на його адресу продовжилися, і він вирішив утекти.
Кашгарі описав свої наміри акцентуючи на правах людини: «Я вважаю, що діяв не виходячи за рамки, але як вільний! Я діяв ґрунтуючись на своїх правах, як людини, не більше. Свобода слова та думки! Це все не марно. Я став просто козлом відпущення на тлі основного конфлікту. І є багато людей, подібних мені, в Саудівській Аравії, які борються за свої права.»
Кашгарі так само говорив про права жінок у Саудівській Аравії заявляючи, що саудівські жінки «не потраплять у пекло», тому що це неможливо двічі.

## Депортація і арешт

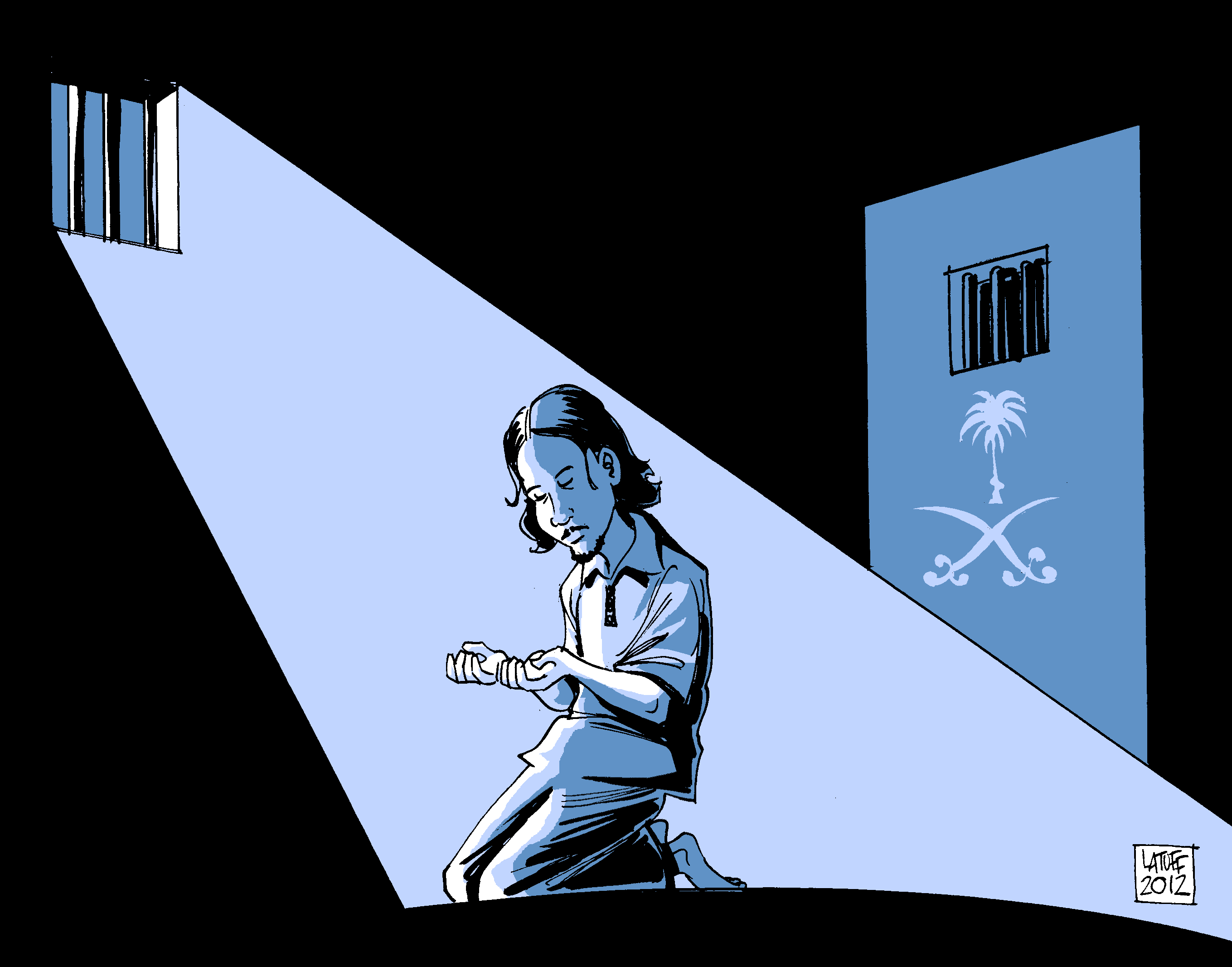
Ув'язнений Хамзу Кашгарі, зображений бразильським художником Карлос Латуфф.

Король Саудівської Аравії наказав заарештувати Кашгарі «за відступництво і образи релігійних вірувань, Аллаха і Його Пророка». Кашгарі покинув Саудівську Аравію, з метою втекти в Нову Зеландію, але 12 лютого 2012 року його депортували з Куала-Лумпура (Малайзія) назад у Саудівську Аравію, на вимогу короля Абдалли ібн Абдель Азіза. Кашгарі заявив, що хоче подати заяву на політичний притулок у Новій Зеландії. За даними телеканалу «Аль-Арабія» 7 лютого він покинув Саудівську Аравію, у відповідь на це король Абдулла наказав заарештувати Кашгарі, якого затримали 9 лютого в Міжнародному аеропорту Куала-Лумпур у Малайзії.
10 лютого адвокат Кашгарі, Мухаммад Мухаммад Нур, заявив, що Малайзія не має необхідного договору з Саудівською Аравією і екстрадиція була незаконною, оскільки було рішення суду про заборону на екстрадицію, і силовики видали Кашгарі в обхід постанови. В ніч на 12 лютого в Ер-Ріяді його заарештовано.
«Якщо влада Малайзії передасть Хамзу Кашгарі в Саудівську Аравію, вона відповідатиме за можливе насильство над ним», — заявив Хассіба Хадж Сахрауї, представник Amnesty International на Близькому Сході.

## Дії правозахисників
За Кашгарі заступилися багато міжнародних організацій, зокрема Amnesty International, яка визнала його в'язнем совісті, однак поки це ніяк не полегшило його долю. Експерти вважають, що якщо світова громадськість не приверне безпрецедентної уваги до цієї справи, то блогера неминуче буде страчено. Суд та виконання вироку, як обіцяють, будуть показовими.
На захист блогера виступило угруповання Анонімус, почавши поширення ролика в якому закликає підтримати Хамзу Кашгарі і приєднатися до демонстрації перед посольством Королівства Саудівська Аравія в Берліні.
В соцмережі «ВКонтакті» створено групу, члени якої збирали підписи під петицією на захист Кашгарі.

## Подальша доля
За даними газети Arab News, Кашгарі пред'явлено звинувачення в богохульстві, за що належить смертна кара. Human Rights Watch вважало, що його слід звинуватити у відступництві.
У жовтні 2013 року Кашгарі повідомив у твітері про своє звільнення.